# Leila esula
Leila esula é uma espécie de molusco do gênero Leila.  
É encontrada na região amazônica e a localidade tipo é na Bolívia.